# John Armstrong Senior
John Armstrong (Brookeborough, 13 ottobre 1717 – Carlisle, 9 marzo 1795) è stato un politico e generale statunitense nel corso della guerra d'indipendenza americana.
Fu delegato al Congresso continentale per la Pennsylvania. La contea di Armstrong è dedicata a lui.

## Gioventù
Armstrong nacque il 13 ottobre 1717 a Brookeborough, nella contea di Fermanagh nel Regno d'Irlanda, da James Armstrong e Jane Campbell. John fu istruito in Irlanda e divenne ingegnere prima di migrare in Pennsylvania. Armstrong giunse in Pennsylvania come ispettore della famiglia Penn, proprietaria della colonia. Nel 1750 stese il primo progetto per la città di Carlisle (Pennsylvania) e fu uno dei suoi primi coloni. In seguito fu nominato ispettore della neonata contea di Cumberland.

## Guerra dei sette anni
Nel 1756 guidò la spedizione Kittanning. Nel 1758 il colonnello guidò 2700 milizie della Pennsylvania nella spedizione Forbes, il cui arrivo obbligò i francesi ad abbandonare e far esplodere Fort Duquesne. Armstrong divenne amico di un altro comandante della milizia partecipante alla spedizione, il colonnello George Washington.

## Guerra d'indipendenza americana

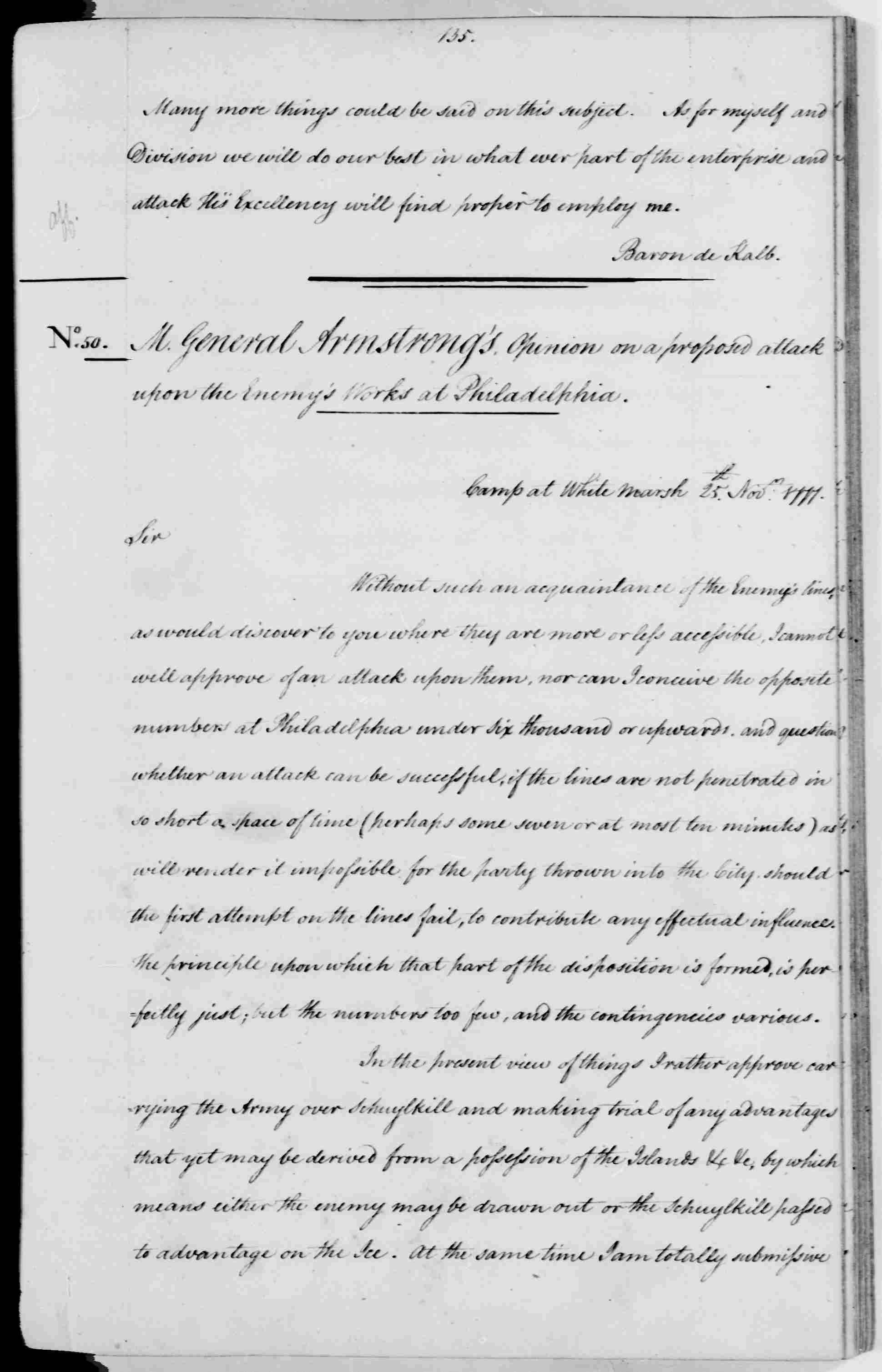
Lettera di Armstrong a George Washington nella quale espresse le proprie opinioni sull'attacco proposto ai britannici di Filadelfia il 25 novembre 1777

Nelle prime fasi della guerra d'indipendenza americana, Armstrong fu generale di brigata della milizia della Pennsylvania. Il 1º marzo 1776 il Congresso continentale lo promosse allo stesso grado nell'Esercito continentale. Fu mandato a sud per iniziare i preparativi per la difesa di Charleston (Carolina del Sud). Contribuì col suo talento da ingegnere alla costruzione delle difese che permisero di resistere alla battaglia dell'isola di Sullivan l'anno dopo. Quando il generale Charles Lee giunse ad assumere il comando, tornò ai suoi doveri con l'esercito e con la milizia della Pennsylvania. La Pennsylvania lo promosse a maggior generale incaricato di guidare la milizia. Questo pose fine al suo servizio nell'Esercito Continentale, ma non alla guerra o alla sua cooperazione con il generale George Washington.
Nella battaglia di Brandywine dell'11 settembre 1777 la milizia di Armstrong ricoprì l'estremità sinistra della linea statunitense. Erano anche a guardia dei rifornimenti. Dopo una dura giornata di scontri gli americani furono obbligati a ritirarsi o ad arrendersi. Armstrong portò i rifornimenti e i suoi uomini oltre il guado del Pyle dopo il calare del buio.
Nella battaglia di Germantown del 4 ottobre il generale Armstrong guidò la destra americana. La sua missione era quella di passare i britannici sulla sinistra ed attaccarli sulla retroguardia. Nonostante i ritardi ed i problemi che ebbero alcune unità in movimento, l'attacco fu generalmente ben svolto, finché il centro non fu bloccato a Benjamin Chew House. L'attacco collassò dopo un incidente di fuoco amico causato dalla nebbia, in cui gli uomini del generale Adam Stephen spararono sulle truppe di Anthony Wayne causandone la ritirata. Armstrong, i cui uomini erano avanzati quasi fino al contro di Germantown, non furono molto coinvolti nello scontro.
Dopo Germantown ad Armstrong fu permesso di lasciare il comando attivo. All'età di 60 anni la sua salute stava peggiorando e le vecchie ferite gli causavano problemi. Tornato a casa a Carlisle, fu eletto al Congresso continentale dall'assemblea della Pennsylvania. Fu delegato dal 1777 al 1780, deciso sostenitore di Washington e dell'esercito. Armstrong sostenne la necessità di una nuova Costituzione degli Stati Uniti d'America, e tornò al Congresso della confederazione nei suoi ultimi giorni nel 1787 e nel 1788.

## Vecchiaia
Per tutta la vita Armstrong aveva ricoperto numerosi incarichi locali. Uno di questi, il consiglio scolastico di Carlisle, lo portarono ad opporsi inizialmente alla proposta del dottor Benjamin Rush di fondare un'università in città. In seguito cambiò idea e divenne un membro del primo consiglio di fondazione del Dickinson College. John morì a casa sua a Carlisle, in Pennsylvania, il 9 marzo 1795 e fu sepolto nel cimitero della vecchia Carlisle. Nel 1800, quando la Pennsylvania creò una nuova contea a Kittanning, la chiamò contea di Armstrong in suo onore.